# Oecomys sydandersoni
Oecomys sydandersoni là loài động vật gặm nhấm chi Oecomys thuộc họ Cricetidae. Nó sống trong các khu rừng ở một khu vực nhỏ ở miền đông Bolivia. Nó là một loài chuột cỡ trung bình, nặng khoảng 45g (1.6 oz), với lông màu xám và nâu xám, và chân sau ngắn và rộng. Những mẫu vật của chúng lần đầu tiên được thu thập vào năm 1964, nó đã được mô tả chính thức vào năm 2009. Loài này có thể liên quan chặt chẽ nhất đến loài Oecomys concolor và loài Oecomys mamorae, phân bố ở phía bắc và nam của Nam Mỹ. 

## Đặc điểm
Oecomys sydandersoni có kích thước trung bình so với chi của nó nhưng lớn hơn, ví dụ như loài Oecomys bicolor, nhưng nhỏ hơn loài Oecomys concolor và loài Oecomys mamorae. Lông ngắn, mềm, và mịn màng của nó có màu nâu sáng với màu nâu nhạt ở phần trên. Các sợi lông trên cằm, cổ họng, và một phần của bụng là hoàn toàn màu trắng. Đầu là màu xám hơn phần còn lại của phần trên và mí mắt màu đen. Các sợi lông ngắn bao phủ bên tai, có màu nâu đến xám nâu. Bàn chân ngắn và rộng có màu trắng bẩn. Đuôi hơi dài hơn đầu và thân trên một chút, nhưng tương đối ngắn so với chi. Không có bằng chứng về hình thái dị hình lưỡng tính.

## Tập tính
Oecomys sydandersoni được biết đến từ các môi trường của khu vực ở Beni và Santa Cruz ở miền đông Bolivia, bao gồm Công viên Quốc gia Noel Kempff Mercado (NKMNP). Tất cả ngoại trừ một vài mẫu vật đến từ các khu rừng ở các đồng cỏ ngập nước theo mùa, nơi mà nó là động vật gặm nhấm thường gặp nhất, những con chuột sống sót Proechimys longicaudatus, và chuột túi Marmosa đã được tìm thấy trong cùng một môi trường sống. Nó vắng mặt ở các khu rừng khác, tiếp giáp và ở những vùng đồng cỏ khác. Oecomys sydandersoni là một chuyên gia sinh tồn ở môi trường sống hẹp với sự phân bố giới hạn. Không có gì khác được biết về sinh thái, hành vi, chế độ ăn uống, sinh sản, hoặc tình trạng bảo tồn.